# Aaja Nachle – Komm, tanz mit mir
Aaja Nachle (Hindi: आजा नचले, übersetzt: Komm, lass uns tanzen) ist ein Bollywoodfilm mit Madhuri Dixit in ihrer Comeback-Rolle. Zuletzt war sie in Sanjay Leela Bhansalis Epos Devdas – Flamme unserer Liebe zu sehen. Obwohl Madhuri Dixit einer der beliebtesten Darstellerin der 1990er Jahre war, floppte der Film an den Kassen.

## Handlung
Dia ist eine leidenschaftliche Tänzerin aus Shimla. In ihrer Heimat tritt sie mit anderen Dorfmädchen regelmäßig im Freiluft-Theater „Ajanta“ auf. Eines Tages verliebt sie sich in den amerikanischen Fotografen Steve, mit dem sie letztendlich nach New York durchbrennt, bevor sie die arrangierte Ehe mit Mohan eingehen muss. In Amerika werden die kulturellen Unterschiede zu einem Problem, und beide trennen sich.
11 Jahre später bekommt Dia eine Nachricht aus Shimla, in der ihr mitgeteilt wird, dass das Ajanta Theater abgerissen wird, um Platz für ein Einkaufszentrum zu machen.
Mit ihrer Tochter Radha reist sie nun nach Indien und stellt sich dem Parlamentarier Raja Uday Singh und dessen Investor Farooque. Schließlich kann sie mit Raja eine Vereinbarung aushandeln: Sie muss eine Aufführung auf die Beine stellen, in der nur Dorfbewohner als Darsteller agieren dürfen. Erreicht sie dies, wird das Einkaufszentrum-Projekt auf Eis gelegt.
Dia entscheidet sich für den orientalischen Klassiker Laila Majnu und findet in Imran und Anokhi ihre Hauptdarsteller. Trotzdem erweist sich die Suche als äußerst schwierig, da es kaum Rückhalt im Dorf gibt. Doch Dia gibt nicht auf, und der Erfolg gibt ihr Recht. Die Aufführung der tragischen Liebesgeschichte wird bejubelt und das Ajanta-Theater gerettet.

## Musik
| Track # | Songtitel               | Sänger                                           |
| ------- | ----------------------- | ------------------------------------------------ |
| 1       | Aaja Nachle             | Sunidhi Chauhan                                  |
| 2       | Ishq Hua Hi Hua         | Shreya Ghosal, Sonu Nigam                        |
| 3       | Show Me Your Jalwa      | Richa Sharma, Kailash Kher, Salim Merchant       |
| 4       | O Re Piya               | Rahat Fateh Ali Khan                             |
| 5       | Soniye Mil Ja           | Sukhwinder Singh, Sunidhi Chauhan, Madhuri Dixit |
| 6       | Is Pal                  | Sonu Nigam, Shreya Ghoshal                       |
| 7       | Koi Patthar Se Na Maare | Sunidhi Chauhan, Shreya Ghoshal, Sonu Nigam      |
| 8       | Dance With Me           | Sonia Saigal                                     |
| 9       | Nachle (Reprise)        | Sunidhi Chauhan, Marianne                        |

Die Lieder Soniye Mil Ja, Is Pal und Koi Patthar Se Na Maare sind in Verbindung der Theateraufführung zu hören. Andererseits sind auch Lieder wie Yeh Ishq gar nicht im Soundtrack zu hören.

## Dies und Das
- Im Film ist die 20-minütige Aufführung des Klassikers Laila Majnu in poetischer und gesanglicher Form aufgeführt.
- Das Lied Koi Patthar Se Na Maare ist neu aufgenommen worden. Es diente schon in der Filmversion von 1976 (Laila Majnu) mit Rishi Kapoor in der Hauptrolle als Filmsong.

## Auszeichnungen
Filmfare Award
Nominierungen
- Filmfare Award/Beste Hauptdarstellerin an Madhuri Dixit